# Grandpré (tổng)
Tổng Grandpré là một tổng ở tỉnh Ardennes trong vùng Grand Est.
Tổng này được tổ chức xung quanh Grandpré ở quận Vouziers. Độ cao trung bình là 150 m.

## Hành chính
| Giai đoạn | Ủy viên           | Đảng | Tư cách  |
| --------- | ----------------- | ---- | -------- |
| 1970-1995 | Jacques Sourdille | RPR  | Sénateur |
| 2001-2008 | Jean-Luc Warsmann | RPR  | Député   |
| 2008-2014 | Jean-Luc Warsmann | UMP  | Député   |

## Các đơn vị hành chính
Tổng Grandpré gồm 18 xã với dân số 2 095 người (điều tra năm 1999, dân số không tính trùng)
| Xã                    | Dân số | Mã bưu chính | Mã insee |
| --------------------- | ------ | ------------ | -------- |
| Apremont              | 118    | 08250        | 08017    |
| Beffu-et-le-Morthomme | 54     | 08250        | 08056    |
| Champigneulle         | 64     | 08250        | 08098    |
| Chatel-Chéhéry        | 140    | 08250        | 08109    |
| Chevières             | 44     | 08250        | 08120    |
| Cornay                | 86     | 08250        | 08131    |
| Exermont              | 32     | 08250        | 08161    |
| Fléville              | 102    | 08250        | 08171    |
| Grandham              | 49     | 08250        | 08197    |
| Grandpré              | 518    | 08250        | 08198    |
| Lançon                | 40     | 08250        | 08245    |
| Marcq                 | 103    | 08250        | 08274    |
| Mouron                | 79     | 08250        | 08310    |
| Olizy-Primat          | 205    | 08250        | 08333    |
| Saint-Juvin           | 129    | 08250        | 08383    |
| Senuc                 | 142    | 08250        | 08412    |
| Sommerance            | 52     | 08250        | 08425    |
| Termes                | 138    | 08250        | 08441    |

## Thông tin nhân khẩu
| 1962                                                     | 1968  | 1975  | 1982  | 1990  | 1999  |
| -------------------------------------------------------- | ----- | ----- | ----- | ----- | ----- |
| 2 673                                                    | 3 013 | 2 561 | 2 350 | 2 165 | 2 095 |
| Nombre retenu à partir de 1962 : dân số không tính trùng |       |       |       |       |       |